# Мужицкое
Мужицкое — деревня в Духовщинском районе Смоленской области России. Входит в состав Озёрненского городского поселения. Население — 16 жителей (2007 год). 
Расположена в северной части области в 40 км к северу от Духовщины, в 1 км западнее автодороги Р136 Смоленск — Нелидово, на берегу реки Аржать. В 64 км южнее деревни расположена железнодорожная станция Присельская на линии Москва — Минск. 

## История
В годы Великой Отечественной войны деревня была оккупирована гитлеровскими войсками в июле 1941 года, освобождена в сентябре 1943 года.
5.4.1942 противник подтянул к месту боев 234-й Ярославской коммунистической стрелковой дивизии в Смоленской области 7-ю танковую дивизию (вермахт) и при поддержке большого количества самолетов перешел в контрнаступление. О мощи авиации противника может свидетельствовать такой факт: в течение 5.4.42 г. на подразделения 1342 сп  самолеты противника совершили более 500 вылетов, на подразделения  1350 сп - более 300. Бои с наступающим противником продолжались непрерывно в течение пяти суток и отличались исключительно ожесточенный характер. Так на д. Мужицкое противник предпринял до 50 атак, на д. Узвоз более 20, причем атаки поддерживались мощными огневыми атаками авиации (до 30-35 самолетов одновременно). В этих боях части дивизии проявили исключительную стойкость, мужество и готовность пойти на самопожертвование во имя Социалистической родины. Как правило, бойцы и командиры дрались с врагом до последнего патрона и гранаты, неоднократно переходили в штыковые контратаки. Целые подразделения погибали в бою, но не отступали ни на один шаг. Так героически погибла 5 рота 1350 сп, 6 рота 1342 сп, при этом в составе роты особое мужество и храбрость в борьбе с немецкими танками и пехотой проявили бывшие студенты Костромского Текстильного Института , добровольцами вступившие в нашу дивизию.
В марте-апреле 1942 г.  результате боев 234-й Ярославской коммунистической стрелковой дивизии были разбиты следующие части противника: 7-я танковая дивизия (вермахт), 689 и 404 пп 246 пд, а также 380 мостовая колонна, 418 строительный батальон, 210 строительный мостовой батальон, 984 запасной строительный батальон, 246 развед. велоэскадрон и часть 246 ап, в том числе его штаб. Противнику ценой больших потерь удалось потеснить наши части на участке  Вердино - х. Клестово на 2-3 км, на участке  Мужицкое- Узвоз -Милютина - на 0,5-1км и на участке Литвинова-Амшара (вдоль большака) на 4-5 км. Кх 1 .

## Известные уроженцы
- Антипкин, Пётр Андреевич — Герой Социалистического Труда.